# Campanula aparinoides
Campanula aparinoides là loài thực vật có hoa trong họ Hoa chuông. Loài này được Pursh mô tả khoa học đầu tiên năm 1813.